# Констанс М. Берџ
Констанс М. Берџ (енгл. Constance M. Burge; Филаделфија, 6. август 1957) творац је телевизијске серије Чари и краткотрајне серије Савана. Писала је за Judging Amy, Ally McBeal и Boston Public, а продуцирала је неколико емисија. Берџ је напустила позицију извршног продуцента серије Чари због неслагања са колегом извршним продуцентом Бредом Керном, мада је остала на тој позицији до краја четврте сезоне када је започела продукцију других емисија. Радила је као филмски продуцент и писац за серију Royal Pains телевизије USA Network.